# فیصل الدخیل
فیصل الدخیل (عربی: فیصل الدخیل)؛ زادهٔ ۱۳ اوت ۱۹۵۷ بازیکن سابق فوتبال اهل کویت است.
وی از سال ۱۹۷۴ تا ۱۹۸۹ در تیم ملی فوتبال کویت بازی انجام داده است و عضو این تیم در جام جهانی فوتبال ۱۹۸۲ بوده است.
وی در سال ۱۹۸۴ کاندیدای دریافت بهترین بازیکن سال آسیا شده است.